# Acropteris striataria
Acropteris striataria är en fjärilsart som beskrevs av Carl Alexander Clerck. Acropteris striataria ingår i släktet Acropteris och familjen Uraniidae. Inga underarter finns listade i Catalogue of Life.